# Pauline Akonga
Pauline Akonga Nsimbo (Kinshasa, 9 febbraio 1982) è una cestista della Repubblica Democratica del Congo.

## Carriera
Con la RD del Congo ha disputato due edizioni dei Campionati africani (2005, 2019).